# 自虐史観
自虐史観（じぎゃくしかん）とは、太平洋戦争（大東亜戦争）後の日本の社会や歴史学界、教育界における特定の歴史観を批判・否定的に評価する概念である。この言葉を使用する論者が何らかの歴史に関する記述が日本の歴史の負の部分をことさらに強調して日本を貶めていると批判する際に用いられる。ほぼ同種の造語として、日本悪玉史観、東京裁判史観がある。また、「自虐史観の病理」の著者である藤岡信勝は自虐史観の対義語として「自由主義史観」を提唱した。

## 概要
戦後の歴史観を「自虐史観」と批判する論者からは以下のような主張がなされている。
日本が太平洋戦争で敗戦した後の連合国軍最高司令官総司令部（GHQ）による占領政策中に、極東国際軍事裁判（東京裁判）によって敗戦国のみが裁かれた事実やGHQの民政局が台本を書きNHKに放送させたラジオ番組「眞相はかうだ」、戦争に協力したと見なされた人物を裁判にかけることなく行った公職追放を通じて「日本は悪である」との考え方を押し付けられたと批判する。
また、日本社会や歴史学界、教育界の一部（日本教職員組合など）が、占領政策を支えGHQに迎合するかたちで、戦前の日本国民が共有していた価値観が否定されたと主張し、マルクス主義の影響を強く受けた歴史研究（唯物史観・自己批判）が主流となったことや、いわゆる墨塗り教科書が使用されたことを批判する。
ただし批判側も一枚岩ではなく、米国について親米派と反米派で解釈に違いがあり、親米派はGHQの政策（あるいは日米開戦自体）は共産主義の同調者やスパイによるもので日米開戦のみ悪とし、反米派は日米開戦も当然とし、GHQ以後も反日であるとする。韓国についても、親日的な右派を肯定する立場、右派を含めて否定する立場、統一教会に親しい立場などがある。

## 沿革
秦郁彦は、1970年代に入った頃に、まず「東京裁判史観」という造語が語義がやや不分明のままに論壇で流通し始めたとしている。
冷戦終結後の1990年代から、日本において日中戦争・太平洋戦争/大東亜戦争などの歴史を再評価する流れが表れ、自由主義史観を提唱した教育学者の藤岡信勝などによって「新しい歴史教科書をつくる会｣などの運動が活発となった。「つくる会」は、主に近現代史における歴史認識について「自虐史観」であるとし、いわゆる戦後民主主義教育は日本の歴史の負の面ばかりを強調し戦勝国側の立場に偏った歴史観を日本国民に植え付け、その結果「自分の国の歴史に誇りを持てない」、「昔の日本は最悪だった」、「日本は反省と謝罪を」という意識が生まれたと批判した。
秦は「自虐史観」も「東京裁判批判」も語義は曖昧であるとし、こうした主張の主力を占めるのは、渡部昇一（英語学）、西尾幹二（ドイツ文学）、江藤淳・小堀桂一郎（国文学）、藤原正彦（数学）、田母神俊雄（自衛隊幹部）といった歴史学以外の分野の専門家や非専門家の論客であり、「歴史の専門家」は少ないと主張している。
2014年（平成26年）1月には自由民主党が運動方針案に「自虐史観に陥ることなく日本の歴史と伝統文化に誇りを持てるよう、教科書の編集・検定・採択で必要措置を講ずる」と明記した。　

## 全共闘世代や日本左翼への影響
ポスト団塊世代の右派系論客の津上俊哉は、近い世代の左派系論客の小熊英二『〈民主〉と〈愛国〉』を引用して、全共闘世代には、日本の「加害」を強調する自虐を好む者が多いと論じ、「国家」や「民族」を「抑圧する所与の体制」とする戦争における天皇や国家に連なるイメージ全てを拒絶する条件反射だけが残った思想的空洞と「騒擾」以外に何を遺したのかと批判する。南京虐殺完全否定派ではない津上だが全共闘世代に多い「被害国への御注進」や「被害者の煽動」を行う一部の自虐的日本人については、「私的な生業」にしているとの疑念が自身の中でも大きくなっていると述べている。自虐史観批判が日本の世論の中で力を得てきた背景について、見たくない、聞きたくないことを見せられる、聞かされること」に対する不快の表明というエゴの問題にとどまらず、運動を行っている人たちの動機や志操に直感的な疑念が沸くようになってきたからではないかと分析している。
元新左翼でイタリア風ファシストに転向した政治活動家の外山恒一は、ベトナム反戦の過程で顕在化した「加担の論理」と全共闘運動後退期の自己否定思想がこじれて接続されたものだとした。ただし自虐史観は日本のみならず先進国の「たしなみ」になっているので、ナショナリズム的な歴史観が強い韓国に自虐史観を輸出すべきとした。
マルクス主義経済学者の松尾匡は日本の右翼に批判的な立場であるが、戦争責任問題についてなぜか日本の左翼は右翼のような血統原理に陥り、日本人全体に責任を追わせようとしていることを批判している。

## 統一教会信者への影響
鈴木エイトによると、統一教会は日本人を「人間的に考えれば赦すことのできない民族」とし、「エバ国家としてアダム国家である韓国へ自分を顧みずすべてを惜しみなく与えなさい」「日本は韓国に尽くす義務がある」と自虐史観的な刷り込みを行っている。このような背景にあるために統一教会の資金源の7割は日本人信者からとなっており、日本人信者にのみ霊感商法したり、多額の献金をさせている。
乾正人や小林よしのりは、戦後の日本において、朝日新聞などマスメディア、日教組など教育関係者による自虐史観教育や報道で、過度な贖罪意識を持った日本人が育ったとし、これらは統一教会による日韓併合の韓国への贖罪のために日本人のみ徹底的に貢がなければならないという反日的教義を受け入れる下地となり、統一教会信者となる日本人が発生した原因になったと述べている。小林よしのりは、統一協会の教義を信じた日本人が何故発生したのかについて、「韓国に悪いことをしました」「日韓併合は悪いことでした」「日本は罪を負っています」という自虐史観が原因であり、この歴史観を全国の日本人は幼少期から刷り込まれてきたと述べている。小林は「なぜ統一協会の教義に容易に信じた日本人がいたのか」という問への答えとなる、戦後に刷り込まれた歴史観（自虐史観）が統一協会の教義そのままであるという肝心な部分を、「自虐史観自体は支持するマスコミが曖昧にして隠している」として、「マスコミは統一協会の共犯者」であると批判している。
在韓ライターの立花志音は、「統一教会の合同結婚式で韓国人に嫁いで韓国で暮らしている日本人の女性信者たち」の思想は「基本的に反日的自虐史観に染まっている」と述べている。彼女たちは、自分たち日本人は「「韓国を不法に侵略した」日本政府の代わりに韓国が納得するまで謝罪しなければならず、日本の統一教会も贖罪のため韓国と世界に対して献金を続けるべき」という「反日左翼思想のようなモノ」に染まっている。しかし、単なる「反日左翼思想」とは異なり、軍事や安全保障的話題になると、共産主義に対しては日米韓3国が一体になって戦うべきと考えている者もいるいるため、立花は統一教会について「矛盾に満ちた、宗教団体」と述べている。

## 参考リンク
- なぜ日本は75年間も｢無謀な戦争を仕掛けた敗戦国｣のままなのか PRESIDENT Online